# Візільтер Вілен Семенович
Вілен Семенович Візільтер (нар. 17 березня 1938, с. Калинівка, Дніпропетровська область) — радянський та російський сценарист та режисер документального кіно, лауреат Державної премії СРСР.

## Біографія
Батьки на початку 1930-х років приїхали у Таврію освоювати цілину. Батько загинув у 1943 році під Сталінградом. Під час німецько-радянської війни з матір'ю та братом перебував в евакуації у місті  Актюбінську. Після повернення, закінчив школу у 1956 році, поступив у Дніпропетровський металургійний інститут. Розпочав трудову діяльність вальцювальником у листопрокатному цеху заводу «Запоріжсталь». Переїхавши до Владикавказу, професійно займався альпінізмом, брав участь у сходженнях на Казбек, Ай-Петрі, Алібек. Перший телевізійний документальний фільм «Хрестоносці» зняв у 1962 році на Північно-Осетинській студії телебачення.
У 1964 році вступив на факультет журналістики МДУ, відділення телебачення. Навчання поєднував з роботою у редакції інформації та у інших редакціях Центрального телебачення як автор-оператор. З 1965 по 1969 рр. брав участь у русі студентських будівельних загонів, після чого був знятий повнометражний документальний фільм «У нас у рюкзаках міста». Географія фільму величезна: Казахстан, Далекий Схід, будівництво дороги «Абакан-Тайшет», Байкало-Амурської магістралі. На початку 1970-х рр. працював на Казахському телебаченні. З документальним телефільмом «Кому залишаться сади», знятим у 1972 році на студії «Казахтелефільм», отримав звання лауреату на Всесоюзному фестивалі телевізійних фільмів.
Перший свій телевізійний спектакль «Театральний роз'їзд» по М. В. Гоголю створив у літературно-драматичній редакції Центрального телебачення. У період 1976—1977 років зняв три повнометражних документальних фільми у рамках телепроєкту «Наша біографія» на Центральному телебаченні. У 1979 році у Головній редакції науково-популярних та освітніх програм Центрального телебачення був знятий перший телеспектакль з елементами рок-опери «Нащадки Прометея», створений разом з Олександром Градським. 1986—1988 роки — випуск сатиричної програми «І жартома і всерйоз», програми «Людина і закон». 1988—1994 роки — випуск циклу програм «ПРОК: Бізнес та політика» на ЦТ. Нагороджений медаллю «Захиснику вільної Росії» за інформаційне висвітлення подій 1991, 1993 років.
У період 1999—2002 років спільно з Аркадієм Вайнером та Наталією Дар'яловою як Головний редактор та Заступник Генерального директора створював один з перших приватних телеканалів, морально-правовий телеканал «Дар'ял-ТБ». Після 2002 року повернувся у документальне кіно, де продовжує працювати сценаристом та режисером.
У 2007 році отримав першу премію за сценарний кіно-проект «Російські майстри» на всеросійському конкурсі кіносценаріїв «Росія. Велика та багатонаціональна».
2008 року у видавництві «Грифон» вийшла книга-автобіографія «Телебачення. Закадрові нескладушки».

## Фільмографія
- 2012 р. — «Російські таланти та шанувальники» (документальний фільм), кінокомпанія «Астрафільм».
- 2012 р. — «Рудольф Нурєєв. Бунтівний демон» (за грантом Федерального агентства з кінематографії Міністерства культури РФ).
- 2011 р. — «Мечеть Паризької Богоматері» (документальний фільм), кінокомпанія «Клото».
- 2011 р. — «Фєдоскіно — чисте джерело», фільм з циклу «Російські майстри» (за грантом Федерального агентства з кінематографії Міністерства культури РФ).
- 2011 р. — «Коваль Її Величності» — фильм з циклу «Російські майстри» (за грантом Федерального агентства з кінематографії Міністерства культури РФ).
- 2010 р. — «Два життя Йосипа Гріга», фільм про видатного радянського розвідника Йосипа Григулевича.
- 2009 р. — «Москва придумає мене», фільм про трагічну долю талановитого російського поета Аркадія Кутілова, за участю Євгена Євтушенка (за грантом Федерального агентства з кінематографії Міністерства культури РФ).
- 2008 р. — "Казино «Терор» (документальний фільм), кінокомпанія «Клото».
- 2006 р. — «Герої не вмирають», кінотрилогія про героїв Білорусі у ВВВ, кінокомпанія «Клото».
- 2006 р. — «Політ з осінніми вітрами», фільм про національного татарського поета Габдуллу Тукая. Телеканал «Культура» (за грантом Федерального агентства з кінематографії Міністерства культури РФ).
- 2004 р. — «13 миттєвостей долі», документальний фільм про імператрицю Марію Федорівну, кінокомпанія «Майстер-фільм» на замовлення телеканалу «Росія».
- 2003 р. — «Диктатор Криму», документальний фільм про Якова Слащова, кінокомпанія «Майстер-фільм».
- 2003 р. — «Діалоги з Колчаком[5]», документальний фільм з серії «Російський вибор» Микити Михалкова, кінокомпанія «Майстер-фільм».
- 2002 р. — «За нами Москва», документальний фільм про битву під Москвою, кіностудія «Чисті ставки».
- 1988—1994 рр. — «ПРОК. Бізнес та політика» (щомісячна програма), Центральне телебачення.
- 1987 р. — «І жартома і всерйоз» (сатирична програма), Центральне телебачення.
- 1986 р. — «Скажіть їм правду» (телевізійний політичний театр), Центральне телебачення.
- 1983 р. — «Розповіді про партію: 1917 р.» (Багатосерійний документальний фільм до 80-річчя 1-го з'їзду РСДРП), Центральне телебачення.
- 1980 р. — «Томас Мюнцер» (телеспектакль), Центральне телебачення.
- 1978 р. — «Нащадки Прометея» (телевізійна рок-опера).
- 1977 р. — «Наша біографія»: «1925 рік», «1936 рік», «1950 рік» (багатосерійний документальний фільм до 60-річчя Жовтневої революції), Державна премія СРСР, Центральне телебачення.
- 1975 р. — «Марат Раджибаєв» (документальний фільм), Творче об'єднання «Однолітки» Казахського телебачення.
- 1973 р. — «У країні відважних» (дитячий документальний фільм), «Казахтелефільм».
- 1972 р. — «Кому залишаться сади» (документальний фільм про дітей Казахстану), «Казахтелефільм».
- 1972 р — «Досмукасан» (фільм-концерт молодіжного казахського музичного ансамблю), «Казахтелефільм».
- 1970 р. — «Чорне море» (телеспектакль за повістю К. Паустовського), Центральне телебачення.
- 1968 р. — «Театральний роз'їзд» (телеспектакль), Центральне телебачення.
- 1966 р. — «У нас у рюкзаках міста», Центральне телебачення.
- 1961 р. — «Христоносці», Північно-Осетинська студія телебачення.